# Aci Bonaccorsi
Aci Bonaccorsi é uma comuna italiana da região da Sicília, província de Catania, com cerca de 2.536 habitantes. Estende-se por uma área de 1 km², tendo uma densidade populacional de 2536 hab/km². Faz fronteira com Aci Sant'Antonio, San Giovanni la Punta, Valverde, Viagrande.

## Demografia
| Variação demográfica do município entre 1861 e 2011                               |
|                                                                                   |
| Fonte: Istituto Nazionale di Statistica (ISTAT) - Elaboração gráfica da Wikipedia |